# Zatrachys
Zatrachys es un género de anfibios temnospóndilos de la familia Zatrachydidae cuyas especies vivieron en el Pérmico inferior. Sus restos fósiles han sido encontrados en Texas, Estados Unidos.